# L'Argent (Émile Zola)
O dinheiro (em francês, L'Argent) é um romance naturalista de Émile Zola publicado em 1891. Trata-se do décimo oitavo volume da série Les Rougon-Macquart .

## Sinopse
O herói é Aristide Saccard, irmão do ministro Eugène Rougon, que já havia sido visto acumulando uma fortuna colossal em La Curée . Após uma sucessão de maus negócios, ele precisa começar do zero, mas sua ambição permanece intacta. Vendeu sua luxuosa propriedade no Parc Monceau para liquidar seus credores, depois alugou dois andares de uma mansão particular em Paris onde montou a Banque Universelle, destinada a financiar projetos de desenvolvimento no Oriente Médio . Tudo é feito para atrair pequenos e médios poupadores, a quem promete ganhos fáceis e rápidos. Os artigos na imprensa, os rumores inteligentemente medidos fazem os títulos da empresa dispararem. Saccard mais uma vez se encontra no auge da glória e do poder. Mas estes são construídos na areia, porque ele continua comprando suas próprias ações .

## Tema
Zola oferece uma descrição sofisticada e profunda sobre uma Paris capital da especulação financeira. Utiliza para isso vasta documentação coletada desde 1864.

## Inspiração

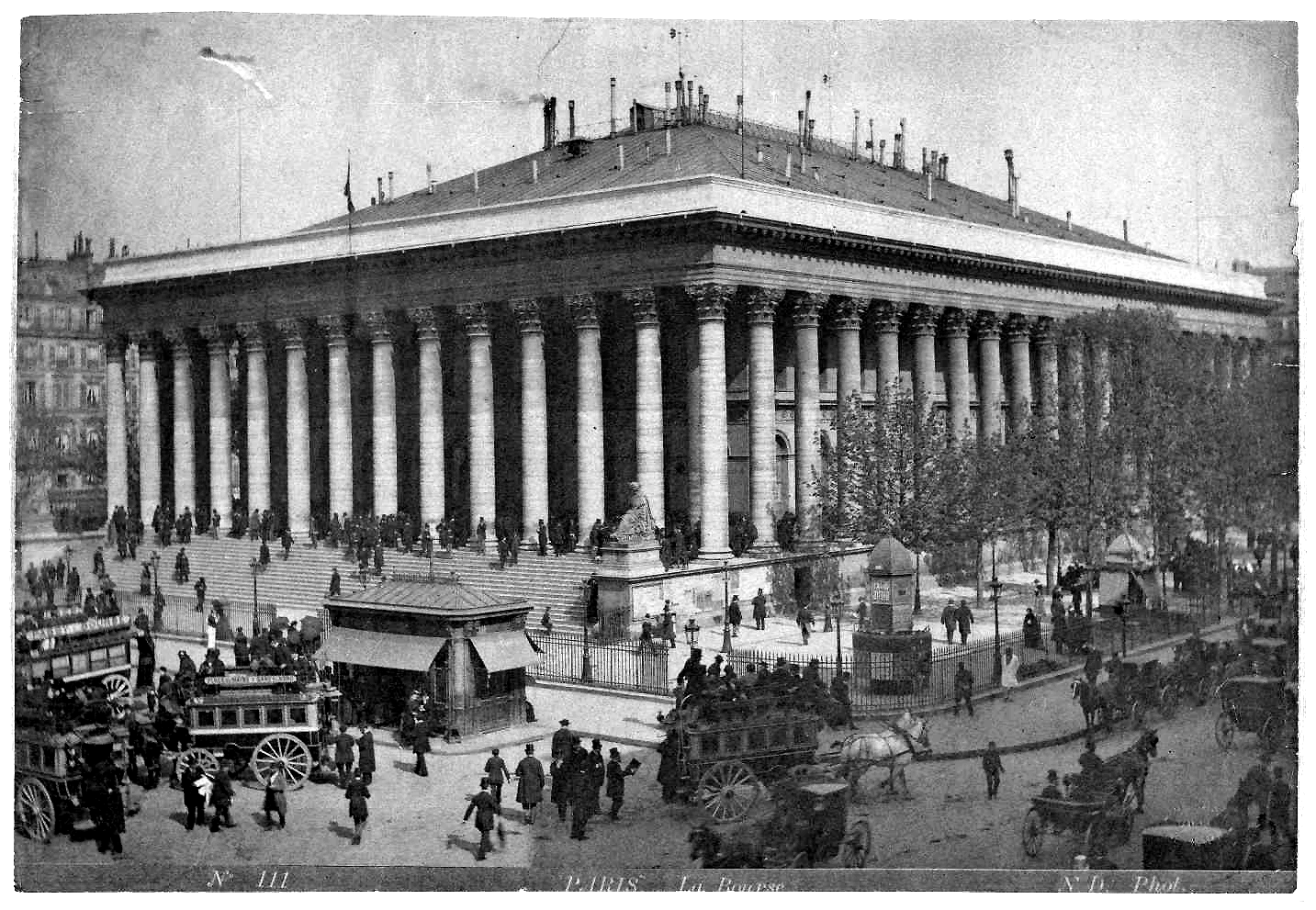
Place de la Bourse, Paris (por volta de 1890)

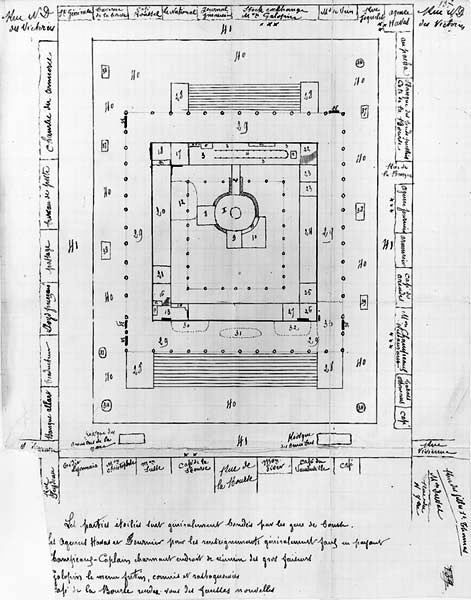
Plano da Bolsa de Paris, desenhado à mão por Zola

Para escrever seu romance, Zola se inspirou nos escândalos financeiros de sua época. O escândalo do Panamá é ampliado pela liquidação judicial da Companhia do Panamá, em 1899. É também o ano das especulações de Eugène Secrétan que causaram a falência do Comptoir National d'Escompte de Paris, ancestral do BNP, e o suicídio de seu presidente, Eugène Denfert-Rochereau .
Para montar o dossiê preparatório do romance, um dos mais importantes da série Rougon-Macquart, Zola visita a Bolsa, faz mapas do local e do bairro, consulta livros técnicos e pede ajuda de especialistas em finanças. Ele também está interessado em novas teorias do trabalho e do capital, através do personagem de Sigismond, um tradutor e ensaísta próximo a Karl Marx e ardente socialista.

## Edição
- L’Argent, Paris, G. Charpentier, 1891.

## Adaptações
- 1928 : L'Argent, um filme mudo impressionista de Marcel L'Herbier .
- 1936 : L'Argent , um filme de Pierre Billon .
- 1988 : L'Argent, série de televisão de Jacques Rouffio .